# Mirriah
Mirriah – miasto w Nigrze, w departamencie Zinder. Według danych szacunkowych na rok 2013 liczy 28 748 mieszkańców.